# Chevillard, Ain
Chevillard är en kommun i departementet Ain i regionen Auvergne-Rhône-Alpes i östra Frankrike. Kommunen ligger  i kantonen Brénod som ligger i arrondissementet Nantua. Kommunens areal är 6,67 km². År 2022 hade Chevillard 149 invånare.

## Befolkningsutveckling
Antalet invånare i kommunen Chevillard
Referens: INSEE